# Alfredo Giannetti
Alfredo Giannetti (Roma, 16 d'abril de 1924 – 30 de juliol de 1995) va ser un guionista i director de cinema italià.

## Biografia
Va debutar com a guionista en el gènere tardà del neorealista i va trobar una llarga relació amb Pietro Germi, fins que va guanyar l'Oscar al millor guió original el 1963 per Divorci a la italiana. El 2022 era l'únic italià, juntament amb els coescriptors Germi i Ennio De Concini, que ha guanyat el reconeixement.
El 1961 va debutar com a director amb Giorno per giorno, disperatamente, però el seu veritable èxit va arribar amb els drames de Rai, de la popularíssima La famiglia Benvenuti amb Enrico Maria Salerno als tres episodis de Tre donne, així com el llargmetratge Correva l'anno di grazia 1870, protagonitzada per Anna Magnani i Marcello Mastroianni.

## Filmografia

### Director i guionista

#### Cinema
- Giorno per giorno, disperatamente (1961)
- Il generale, episodi d' Amori pericolosi (1964)
- La ragazza in prestito (1964)
- Correva l'anno di grazia 1870 (1971)
- Di mamma non ce n'è una sola (1974)
- Bello come un arcangelo (1974)
- Il bandito dagli occhi azzurri (1980)
- Legati da tenera amicizia (1983)

#### Televisió
- La famiglia Benvenuti - sèrie TV, 13 episodis (1968-1969)
- Tre donne - minisèrie TV (1971)
  - La sciantosa
  - 1943: Un incontro
  - L'automobile
- Un paio di scarpe per tanti chilometri - minisèrie TV (1981)
- All'ombra della grande quercia - minisèrie TV (1984)
- Atto d'amore - telefilm (1986)
- Doris una diva del regime - minisèrie TV (1991)

### Guionista

#### Cinema
- Un marito per Anna Zaccheo, dirigida per Giuseppe De Santis (1953)
- Cuore di mamma, dirigida per Luigi Capuano (1954)
- Suor Maria, dirigida per Luigi Capuano (1955)
- Maruzzella, dirigida per Luigi Capuano (1956)
- Il ferroviere, dirigida per Pietro Germi (1956)
- Serenata a Maria, dirigida per Luigi Capuano (1957)
- Avventura a Capri, dirigida per Giuseppe Lipartiti (1958)
- L'uomo di paglia, dirigida per Pietro Germi (1958)
- Sorrisi e canzoni, dirigida per Luigi Capuano (1958)
- Il mondo dei miracoli, dirigida per Luigi Capuano (1959)
- Un maledetto imbroglio, dirigida per Pietro Germi (1959)
- Missió dramàtica, dirigida per Nanni Loy (1961)
- Divorci a la italiana, dirigida per Pietro Germi (1961)
- La spada del Cid, dirigida per Miquel Iglesias i Bonns (1962)
- Lit à deux places, dirigida per Jean Delannoy, François Dupont-Midi, Alvaro Mancori e Gianni Puccini (1965)
- L'immorale, dirigida per Pietro Germi (1967)
- Serafino, dirigida per Pietro Germi (1969)
- Ragazzo di borgata, dirigida per Giulio Paradisi (1976)
- Febbre da cavallo, dirigida per Steno (1976)
- Il cacciatore di squali, dirigida per Enzo G. Castellari (1979)
- Ben Webster: The Brute and the Beautiful, dirigida per John Jeremy (1989)

#### Televisió
- Addio e ritorno, dirigida per Rodolfo Roberti - minisèrie TV (1995)

## Reconeixements
- Premis Oscar
  - 1963 – Millor guió original per Divorci a la italiana

- Nastro d'argento
  - 1962 – Millor argument per Divorzio all'italiana
  - 1962 – Millor guió per Divorzio all'italiana